# Сарата (Долни Раковец)
Вижте пояснителната страница за други значения на Сарата.
Сарата е Футболен клуб от село Долни Раковец. Създаден е 1941 г., през сезон 2015 – 2016 г. се състезава в „А“ Областна група 2 Перник.

## История
През 1941 г. е сформиран отбор в село Долни Раковец. Много интересен момент от историята на футбола в селото е двата мача с германската войскова част през 1941 година. Любителите на футбола от тази войскова част, които по онова време се намират в селото много бързо разбират, че в селото се играе добър футбол, след като няколко пъти наблюдават тренировки.
Футболът постепенно започва да се харесва и на възрастните, печели привърженици и поклонници, става ежедневие в живота на хората в селото.
През 90 години на минялия век отбора е разпуснат, половината футболисти са отишли да играят в село Стефаново. През 2008 г. с помощта на кмета и младежката организация в селото ФК Сарата е възстановен. Сарата се състезава в „А“ Областна група Юг Перник и се представя отлично.

## Името на отбора
През 1946 година започнало околийското първенство, в което отбора от Долни Раковец се представял отлично. Тогава отборът приел името на загиналия във войната футболист от селото – Славчо Ситнилски „Сарата“. Оттогава името на отбора не е сменяно никога.

## Известни футболисти играли в отбора
- Методи Колев – играл след Сарата в „Миньор“ Бобов Дол.
- Симеон Шадов – играл в „Миньор“ Перник, и повече от 10 години е бил треньор там.
- Ангел Колев – играл след Сарата в „Локомотив“ София, дълги години е бил треньор там, както и в кипърските „Омония“, „Анториозис“ и в много други отбори.

## Предстоящи двубои срещу ФК Стефаново
Клубът се състезава в „А“ ОФГ Перник – подгрупа А2, списък на предстоящите мачове.